# Tanytarsus oscillans
Tanytarsus oscillans är en tvåvingeart som beskrevs av Oskar Augustus Johannsen 1932. Tanytarsus oscillans ingår i släktet Tanytarsus och familjen fjädermyggor. Inga underarter finns listade i Catalogue of Life.